# Bałduk
Bałduk (biał. Балдук, Bałduk) – chutor na Białorusi, w obwodzie mińskim, w rejonie miadzielskim, w sielsowiecie Świr. Położony jest pomiędzy jeziorami Bołduk i Karasik, 12,5 km od granicy białorusko-litewskiej. 

## Historia
W czasach zaborów zaścianek w gminie Łyntupy, w powiecie święciańskim Imperium Rosyjskiego. W 1905 roku zaścianek liczył 9 mieszkańców, 39 dziesięcin.
W latach 1920–1922 w składzie Litwy Środkowej. Od 1922 roku do września 1939 roku w granicach II Rzeczypospolitej, do 1926 roku na Ziemi Wileńskiej, a następnie w województwie wileńskim, w powiecie święciańskim. W dwudziestoleciu międzywojennym zaścianek leżał w Polsce, w województwie wileńskim, w powiecie święciańskim, w gminie Łyntupy.
W 1931 w 3 domach zamieszkiwało 15 osób.
Miejscowość należała do parafii rzymskokatolickiej w Łyntupach. Podlegała pod Sąd Grodzki w Łyntupach i Okręgowy w Wilnie; właściwy urząd pocztowy mieścił się w Łyntupach.
W wyniku napaści ZSRR na Polskę we wrześniu 1939 miejscowość znalazła się pod okupacją sowiecką. 2 listopada została włączona do Białoruskiej SRR. Od czerwca 1941 roku pod okupacją niemiecką. W 1944 miejscowość została ponownie zajęta przez wojska sowieckie i włączona do Białoruskiej SRR.
Od 1991 roku w składzie niepodległej Białorusi.